# Уилер (округ, Орегон)
Округ Уилер (англ. Wheeler County) располагается в штате Орегон, США. Официально образован 17 февраля 1899 года. По состоянию на 2010 год, численность населения составляла 1441 человек.

## География
По данным Бюро переписи США, общая площадь округа равняется 4441,854 км2, из которых 4441,854 км2 суша и 2,590 км2 или 0,030 % это водоёмы.

## Население
По данным переписи населения 2000 года в округе проживает 1 547 жителей в составе 653 домашних хозяйств и 444 семей. Плотность населения составляет менее 1,00-го человека на км2. На территории округа насчитывается 842 жилых строений, при плотности застройки менее 1,00-го строения на км2. Расовый состав населения: белые — 93,34 %, афроамериканцы — 0,06 %, коренные американцы (индейцы) — 0,84 %, азиаты — 0,26 %, гавайцы — 0,06 %, представители других рас — 3,49 %, представители двух или более рас — 1,94 %. Испаноязычные составляли 5,11 % населения независимо от расы.
В составе 21,30 % из общего числа домашних хозяйств проживают дети в возрасте до 18 лет, 62,20 % домашних хозяйств представляют собой супружеские пары проживающие вместе, 4,00 % домашних хозяйств представляют собой одиноких женщин без супруга, 31,90 % домашних хозяйств не имеют отношения к семьям, 27,40 % домашних хозяйств состоят из одного человека, 13,30 % домашних хозяйств состоят из престарелых (65 лет и старше), проживающих в одиночестве. Средний размер домашнего хозяйства составляет 2,32 человека, и средний размер семьи 2,76 человека.
Возрастной состав округа: 22,70 % моложе 18 лет, 3,40 % от 18 до 24, 19,30 % от 25 до 44, 31,40 % от 45 до 64 и 31,40 % от 65 и старше. Средний возраст жителя округа 48 лет. На каждые 100 женщин приходится 102,20 мужчин. На каждые 100 женщин старше 18 лет приходится 97,00 мужчин.
Средний доход на домохозяйство в округе составлял 28 750 USD, на семью — 34 048 USD. Среднестатистический заработок мужчины был 29 688 USD против 22 361 USD для женщины. Доход на душу населения составлял 15 884 USD. Около 12,70 % семей и 15,60 % общего населения находились ниже черты бедности, в том числе — 22,20 % молодежи (тех, кому ещё не исполнилось 18 лет) и 4,20 % тех, кому было уже больше 65 лет.

## Достопримечательности
Пейнтед-Хиллз, буквально Раскрашенные холмы, занесённые в список Семи чудес штата Орегон.